# Antropologia rzeczy
Termin antropologia rzeczy – określa jeden z działów rozległego nurtu antropologii. Obejmuje szeroką tematykę stosunku człowieka do rzeczy, człowieka i jego relacji w stosunku do materialności, strefę symboliczną.
Wszelkie wytwory ludzkie, przedmioty są częścią kultury materialnej, stanowią niezbędną oraz integralną część społeczeństwa i tworzą jego tożsamość. Rzecz jako kultura materialna jest przekazywana kolejnym pokoleniom.
Przedmiotem, rzeczą może być na przykład narzędzie, ubiór, dom, miasto, wszystko co jest materialne. Kultura materialna to sposoby wytwarzania przedmiotów, odkrycia archeologiczne, wszelkie obiekty. Są rozpatrywane na trzech płaszczyznach: rzecz jako symbol, jako tekst opisywany przez człowieka oraz jako narzędzie, zapis samorealizacji.
O relacji ludzie-rzeczy pisał Gosden Chris, który ukazał, że w naukach społecznych rzeczy długo były traktowane jako funkcjonalne narzędzia istotne dla różnych procesów społecznych (na przykład w archeologii były rozpatrywane poprzez datowanie, funkcje, styl). W ciągu ostatnich dekad zmienia się podejście do tematu, rzeczy to już nie tylko scenografia dla działań człowieka, stają się z ludźmi zintegrowane.

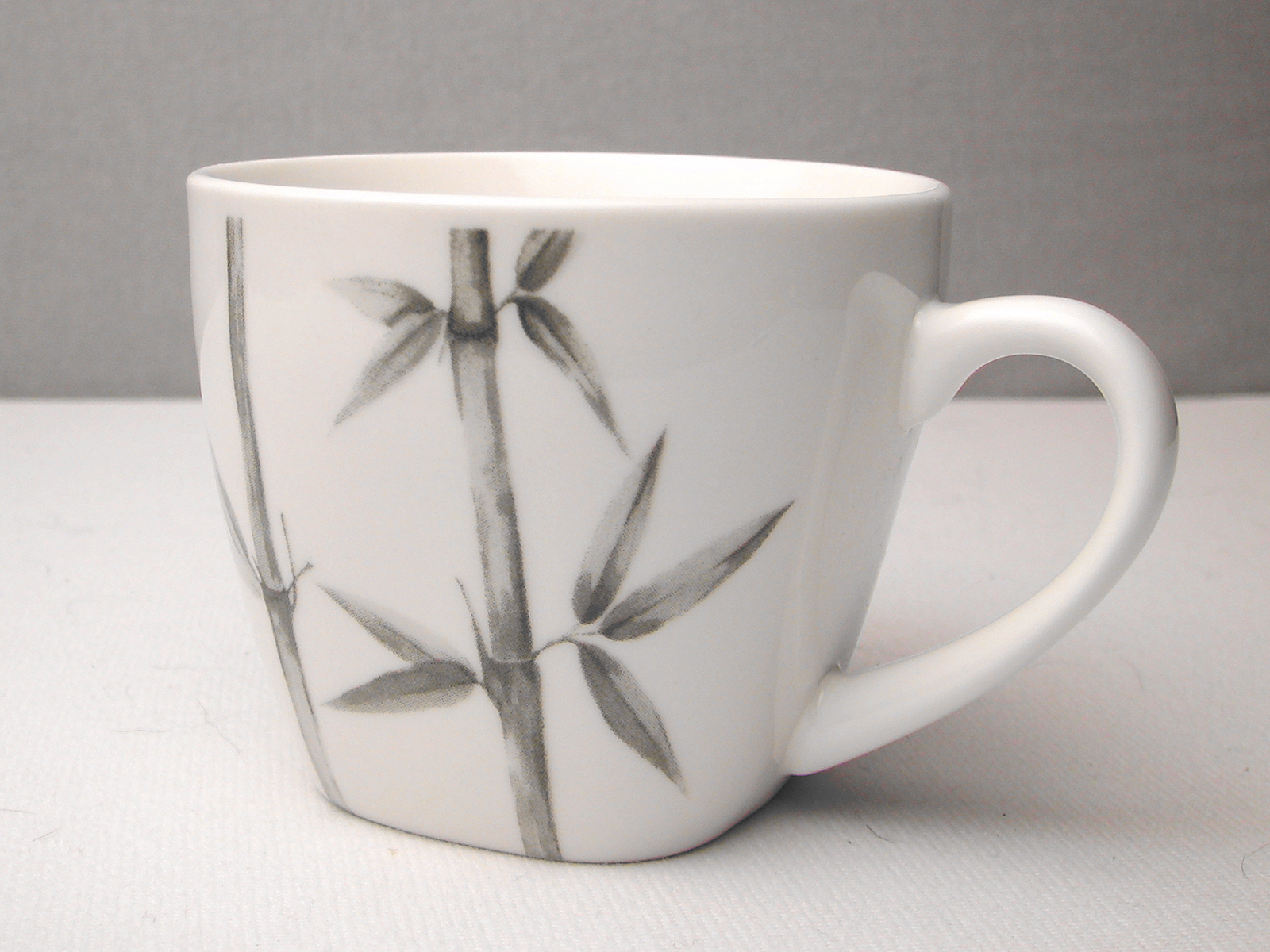
Przykład kultury materialnej

## Ewolucja kultury materialnej
Antropologia rzeczy bada również wpływ czasu na przedmioty. Świat rzeczy, podobnie jak człowieka, ulega ciągłej transformacji. Przedmioty nie trwają wiecznie, poddają się upływowi czasu. Podlegają zdobywaniu i utracie znaczeń, zyskują wartość emocjonalną, symboliczną człowieka lub ją tracą. Zmiany kulturowe lub cywilizacyjne powodują zmiany wartości danych rzeczy. Są obecnie powszechnie używane lub już dawno wyszły z użycia.
Rzeczy wytwarzane, wykorzystywane i niszczone przez człowieka uczłowieczają członków danej kultury, wspólnoty, także jej pojedyncze jednostki, czynią nas ludźmi. Marek Krajewski uważa, że kultura materialna nieustannie się zmienia, ewoluuje, komplikuje się. Rzeczy były w ludzkiej kulturze wykorzystywane od początku. Przedmioty były i są produkowane, zbierane oraz wymieniane, co ma bezpośredni związek na społeczeństwo i pojedyncze jednostki.

## Relacja ludzie-rzeczy
Krajewski pisze o trzech poziomach człowieczeństwa, na których realizuje się relacja ludzi z rzeczami, są to:
- poziom gatunkowy (posługiwanie się narzędziami, które ludzie wytwarzają, dają możliwość ewolucji, adaptacja do świata, który sami wytworzyliśmy),
- poziom społeczny (używanie rzeczy to powszechna forma uczestnictwa w życiu społecznym, uprawomocniają nas jako członków społeczeństwa, kultura materialna materializuje interakcje społeczne, które kształtują relacje międzyludzkie),
- poziom indywidualny (unikalność związku jednostki z rzeczą).

## Rzeczy jako nowy gatunek
Rzeczy to nowy gatunek, jak twierdzi Mihály Csíkszentmihályi w „Why we need things?”. Wymienia on kilka cech charakteryzujących przedmioty:
- reprodukują się,
- ewoluują (rzeczy stają się coraz bardziej skomplikowane, ich funkcje się komplikują),
- inkarnują (forma, funkcje: zawsze pojawia się kolejne wcielenie rzeczy),
- pasożytują na ludziach: przetrwanie rzeczy odbywa się kosztem ludzi.

Istnieje coraz większa zależność ludzi od rzeczy. Jest coraz więcej rzeczy w społeczeństwie, tzw. gromadzenie przedmiotów. Świat natury jest konwertowany w rzeczy, które coraz szybciej się starzeją (wymieniamy je, niszczymy, wyrzucamy).

## Wartość symboliczna rzeczy
Przedmioty są świadectwem pamięci i działają na zasadzie nośnika naszych emocji, przypominają nam o naszej przeszłości, wspomnieniach, które są częścią naszej tożsamości.
Przedmioty są oglądane i można odczytać z nich treść, jak wyglądają, czym są, o czym świadczą, przedstawiają obraz jakiejś historii, to nie tylko materialne części natury. Mechanizm tożsamości rzeczy leży poza nią, jest to myślenie człowieka poprzez rzeczy. Rzecz jest tylko jedna, a kultur jest wiele, co powoduje, że tożsamość rzeczy nadaje dana kultura.
Świat rzeczy materialnych, można określić trzema cechami:
- są nośnikiem naszych emocji,
- są nietrwałe,
- posiadają wartość symboliczną.

## Typologia rytuałów
Grant McCracken: stworzył typologię rytuałów, która oddaje przypadki posługiwania się rzeczami: rytuałów posiadania i wymiany rzeczy oraz rytuałów pozbawiania się rzeczy. Są to rytuały odnoszące się do rzeczy ujednostkowionych w koncepcji I. Kopytoffa.
- Rytuały posiadania (dbałość o posiadane rzeczy, możliwość posługiwania się rzeczami jako znakami zróżnicowania kulturowego pod względem płci, zawodu, klasy, wieku i stylu życia),
- Rytuały wymiany (przemieszczanie się rzeczy pomiędzy jednostkami, przemieszczanie się własności i znaczeń),
- Rytuały pozbawiania się rzeczy (znaczenie rzeczy można przemieszczać, wymazywać, mieszać lub tracić).

## Rzecz jako część kultury/sztuki
Rzecz ma swój udział w sztuce użytkowej. Przedmioty charakteryzują się w niej takimi cechami jak degradacja, zniszczenie, nieużyteczność. Zużyte rzeczy alegorycznie tworzą śmietnisko kultury. Jednym z nurtów sztuki współczesnej jest junk art.
Antropologia rzeczy w swoim dorobku obejmuje również tzw. sztukę śmieciową. Jest to rodzaj sztuki tworzonej z powszechnie dostępnych przedmiotów użytkowych, które łączy się w jedną całość. Rzeczy wykorzystywane do prac w stylu junk art najczęściej są odrzucone, pochodzą ze śmieci.